# Diviza
Diviza (divuza, lat. Styrax), rod listopadnih i vazdazelenih grmova i drveća iz porodice storaćevki (Styracaceae). Postoji oko 120 priznatih vrsta, a hrvatski predstavnik je S. officinalis, tipična vrsta u rodu, u Hrvatskoj nazivana jednostavno divuza, diviza i divica.
Rod je raširen po neklim zemljama mediteranske Europe, dijelovima Azije i u dijelovima Sjeverne i Južne Amerike.

## Vrste
1. Styrax acuminatus Pohl
2. Styrax agrestis (Lour.) G.Don
3. Styrax americanus Lam.
4. Styrax annamensis Guillaumin
5. Styrax apricus H.R.Fletcher
6. Styrax argenteus C.Presl
7. Styrax argentifolius H.L.Li
8. Styrax aureus Mart.
9. Styrax austromexicanus P.W.Fritsch
10. Styrax benzoides Craib
11. Styrax benzoin Dryand.
12. Styrax bicolor Ducke
13. Styrax buchananii W.W.Sm.
14. Styrax calvescens Perkins
15. Styrax camporum Pohl
16. Styrax casearifolius Craib
17. Styrax chinensis H.H.Hu & S.Ye Liang
18. Styrax chrysocalyx P.W.Fritsch
19. Styrax chrysocarpus H.L.Li
20. Styrax confusus Hemsl.
21. Styrax conterminus Donn.Sm.
22. Styrax crotonoides C.B.Clarke
23. Styrax curvirostratus (Svengs.) Y.L.Huang & P.W.Fritsch
24. Styrax dasyanthus Perkins
25. Styrax davillifolius Perkins
26. Styrax duidae Steyerm.
27. Styrax ellipticus Jungh. & de Vriese
28. Styrax excelsus P.W.Fritsch
29. Styrax faberi Perkins
30. Styrax fanshawei Sandwith
31. Styrax ferrugineus Nees & Mart.
32. Styrax finlaysonianus Wall. ex G.Don
33. Styrax formosanus Matsum.
34. Styrax gentryi P.W.Fritsch
35. Styrax glaber Sw.
36. Styrax glabratus Schott
37. Styrax glabrescens Benth.
38. Styrax grandifolius Aiton
39. Styrax griseus P.W.Fritsch
40. Styrax guaiquinimae (Maguire & Steyerm.) P.W.Fritsch
41. Styrax guanayanus Maguire & K.D.Phelps
42. Styrax guyanensis A.DC.
43. Styrax hainanensis F.C.How
44. Styrax hemsleyanus Diels
45. Styrax hookeri C.B.Clarke
46. Styrax hypargyreus Perkins
47. Styrax hypochryseus Perkins
48. Styrax incarnatus P.W.Fritsch
49. Styrax jaliscanus S.Watson
50. Styrax japonicus Siebold & Zucc.
51. Styrax lanceolatus P.W.Fritsch
52. Styrax lancifolius Klotzsch ex Seub.
53. Styrax lasiocalyx Perkins
54. Styrax latifolius Pohl
55. Styrax leprosus Hook. & Arn.
56. Styrax limprichtii Lingelsh. & Borza
57. Styrax litseoides J.E.Vidal
58. Styrax longipedicellatus Steyerm.
59. Styrax macarenensis P.W.Fritsch
60. Styrax macrocalyx Perkins
61. Styrax macrocarpus W.C.Cheng
62. Styrax macrophyllus Schott ex Pohl
63. Styrax magnus Lundell
64. Styrax maninul B.Walln.
65. Styrax martii Seub.
66. Styrax microphyllus Perkins
67. Styrax neblinae (Maguire) P.W.Fritsch
68. Styrax nicaraguensis P.W.Fritsch
69. Styrax nui B.Walln.
70. Styrax nunezii P.W.Fritsch
71. Styrax obassia Siebold & Zucc.
72. Styrax oblongus (Ruiz & Pav.) A.DC.
73. Styrax obtusifolius Griseb.
74. Styrax ochraceus Urb.
75. Styrax officinalis L.
76. Styrax omuk B.Walln.
77. Styrax pallidus A.DC.
78. Styrax panamensis Standl.
79. Styrax paralleloneurus Perkins
80. Styrax pauciflorus A.DC.
81. Styrax pavonii A.DC.
82. Styrax pedicellatus (Perkins) B.Walln.
83. Styrax pefrit B.Walln.
84. Styrax peltatus P.W.Fritsch
85. Styrax pentlandianus J.Rémy
86. Styrax peruvianus Zahlbr.
87. Styrax platanifolius Engelm. ex Torr.
88. Styrax pohlii A.DC.
89. Styrax porterianus Wall. ex G.Don
90. Styrax portoricensis Krug & Urb.
91. Styrax prancei P.W.Fritsch
92. Styrax racemosus (Cav.) A.DC.
93. Styrax radians P.W.Fritsch
94. Styrax redivivus (Torr.) L.C.Wheeler
95. Styrax rhytidocarpus W.Yang & X.L.Yu
96. Styrax ridleyanus Perkins
97. Styrax rigidifolius Idrobo & R.E.Schult.
98. Styrax rotundatus (Perkins) P.W.Fritsch
99. Styrax rufopilosus Svengs.
100. Styrax rugosus Kurz
101. Styrax schultzei Perkins
102. Styrax serrulatus Roxb.
103. Styrax shiraianus Makino
104. Styrax sieberi Perkins
105. Styrax sipapoanus Maguire
106. Styrax steyermarkii P.W.Fritsch
107. Styrax subargenteus Sleumer
108. Styrax suberifolius Hook. & Arn.
109. Styrax subpaniculatus Jungh. & de Vriese
110. Styrax supaii Chun & F.Chun
111. Styrax tafelbergensis Maguire
112. Styrax tarapotensis Perkins
113. Styrax tomentosus Bonpl.
114. Styrax tonkinensis (Pierre) Craib ex Hartwich
115. Styrax trichocalyx Perkins
116. Styrax trichostemon P.W.Fritsch
117. Styrax tuxtlensis P.W.Fritsch
118. Styrax uxpanapensis P.W.Fritsch
119. Styrax vilcabambae (D.R.Simpson) B.Walln.
120. Styrax warscewiczii Perkins
121. Styrax wilsonii Rehder
122. Styrax wurdackiorum Steyerm.
123. Styrax wuyuanensis S.M.Hwang
124. Styrax yutajensis (Maguire) P.W.Fritsch

## Vanjske poveznice
|  | Zajednički poslužitelj ima još gradiva o temi Styrax |
|  | Wikivrste imaju podatke o taksonu Styrax             |